# Coppa del Mondo T20 maschile di cricket 2014
La Coppa del Mondo T20 maschile di cricket 2014 è stata la quinta edizione del campionato del mondo di cricket in versione Twenty20. Si è disputata nel Bangladesh tra il 16 marzo e il 6 aprile 2014.

## Formula
Il torneo prevedeva due fasi a gruppi. Nella prima fase partecipavano le 6 squadre dei paesi associated members più le ultime 2 full members del ranking mondiale (Bangladesh e Zimbabwe). In questa fase le squadre sono state divise in due gironi all'italiana da quattro squadre ciascuno, in cui solo le prime classificate di ogni gruppo si qualificavano al super 10.
Nel Super 10 le squadre provenienti dalla prima fase si univano ai rimanenti full members e venivano divise in due gruppi da 5. Le prime due squadre di ogni gruppo si affrontavano in semifinali incrociate e le vincenti in finale.

## Squadre partecipanti

### Ammesse alla prima fase
Gruppo A
- Afghanistan
- Bangladesh
- Hong Kong
- Nepal

Gruppo B
- Irlanda
- Emirati Arabi Uniti
- Paesi Bassi
- Zimbabwe

### Ammesse al Super 10
Gruppo A
- Inghilterra
- Nuova Zelanda
- Paesi Bassi
- Sri Lanka
- Sudafrica

Gruppo B
- Australia
- India
- Indie Occidentali
- Pakistan

## Stadi
Tutte le partite sono state disputate nei seguenti stadi:
| Chittagong              | Dacca             | Sylhet                    |
| ----------------------- | ----------------- | ------------------------- |
| ZAC Stadium             | Sher-e-Bangla NCS | Sylhet Divisional Stadium |
|                         |                   |                           |
| Capacità: 20.000        | Capacità: 26.000  | Capacità: 22.000          |
| Chittagong Dacca Sylhet |                   |                           |

## Torneo

### Prima fase

#### Gruppo A
| Data          | Luogo                                                | In battuta (nel I innings)  | Al lancio (nel I innings)     | Risultato                      |
| ------------- | ---------------------------------------------------- | --------------------------- | ----------------------------- | ------------------------------ |
| 16 marzo 2014 | Sher-e-Bangla NCS Dacca, Bangladesh                  | Afghanistan 72 (17.1 overs) | Bangladesh 78/1 (12 overs)    | BAN vince di 9 wickets Referto |
| 16 marzo 2014 | Zohur Ahmed Chowdhury Stadium Chittagong, Bangladesh | Nepal 149/8 (20 overs)      | Hong Kong 69 (17 overs)       | NEP vince di 80 runs Referto   |
| 18 marzo 2014 | Zohur Ahmed Chowdhury Stadium Chittagong, Bangladesh | Hong Kong 153/8 (20 overs)  | Afghanistan 154/3 (18 overs)  | AFG vince di 7 wickets Referto |
| 18 marzo 2014 | Zohur Ahmed Chowdhury Stadium Chittagong, Bangladesh | Nepal 126/5 (20 overs)      | Bangladesh 132/2 (15.3 overs) | BAN vince di 8 wickets Referto |
| 20 marzo 2014 | Zohur Ahmed Chowdhury Stadium Chittagong, Bangladesh | Nepal 141/5 (20 overs)      | Afghanistan 132/8 (20 overs)  | NEP vince di 9 runs Referto    |
| 20 marzo 2014 | Zohur Ahmed Chowdhury Stadium Chittagong, Bangladesh | Bangladesh 108 (16.3 overs) | Hong Kong 114/8 (19.4 overs)  | HKG vince di 2 wickets Referto |

| Squadra     | G | V | P | NR | NRR    | Pti |
| ----------- | - | - | - | -- | ------ | --- |
| Bangladesh  | 3 | 2 | 1 | 0  | +1.466 | 4   |
| Nepal       | 3 | 2 | 1 | 0  | +0.933 | 4   |
| Afghanistan | 3 | 1 | 2 | 0  | −0.981 | 2   |
| Hong Kong   | 3 | 1 | 2 | 0  | −1.455 | 2   |

#### Gruppo B
| Data          | Luogo                                        | In battuta (nel I innings)           | Al lancio (nel I innings)      | Risultato                                 |
| ------------- | -------------------------------------------- | ------------------------------------ | ------------------------------ | ----------------------------------------- |
| 17 marzo 2014 | Sylhet Divisional Stadium Sylhet, Bangladesh | Zimbabwe 163/5 (20 overs)            | Irlanda 164/7 (20 overs)       | IRL vince di 3 wickets Referto            |
| 17 marzo 2014 | Sylhet Divisional Stadium Sylhet, Bangladesh | Emirati Arabi Uniti 151 (19.5 overs) | Paesi Bassi 152/4 (18.5 overs) | NED vince di 6 wickets Referto            |
| 19 marzo 2014 | Sylhet Divisional Stadium Sylhet, Bangladesh | Paesi Bassi 140/5 (20 overs)         | Zimbabwe 146/5 (20 overs)      | ZIM vince di 5 wickets Referto            |
| 19 marzo 2014 | Sylhet Divisional Stadium Sylhet, Bangladesh | Emirati Arabi Uniti 123/6 (20 overs) | Irlanda 103/3 (14.2 overs)     | IRL vince di 21 runs (Metodo D/L) Referto |
| 21 marzo 2014 | Sylhet Divisional Stadium Sylhet, Bangladesh | Emirati Arabi Uniti 116/9 (20 overs) | Zimbabwe 118/5 (13.4 overs)    | ZIM vince di 5 wickets Referto            |
| 21 marzo 2014 | Sylhet Divisional Stadium Sylhet, Bangladesh | Irlanda 189/4 (20 overs)             | Paesi Bassi 193/4 (13.5 overs) | NED vince di 6 wickets Referto            |

| Squadra             | G | V | P | NR | NRR    | Pti |
| ------------------- | - | - | - | -- | ------ | --- |
| Paesi Bassi         | 3 | 2 | 1 | 0  | +1.109 | 4   |
| Zimbabwe            | 3 | 2 | 1 | 0  | +0.957 | 4   |
| Irlanda             | 3 | 2 | 1 | 0  | −0.701 | 4   |
| Emirati Arabi Uniti | 3 | 0 | 3 | 0  | −1.541 | 0   |

### Seconda fase (Super 10)

#### Gruppo 1
| Data          | Luogo                                                | In battuta (nel I innings)   | Al lancio (nel I innings)      | Risultato                                |
| ------------- | ---------------------------------------------------- | ---------------------------- | ------------------------------ | ---------------------------------------- |
| 22 marzo 2014 | Zohur Ahmed Chowdhury Stadium Chittagong, Bangladesh | Sri Lanka 165/7 (20 overs)   | Sudafrica 160/8 (20 overs)     | SRI vince di 5 runs Referto              |
| 22 marzo 2014 | Zohur Ahmed Chowdhury Stadium Chittagong, Bangladesh | Inghilterra 172/6 (20 overs) | Nuova Zelanda 52/1 (5.2 overs) | NZL vince di 9 runs (Metodo D/L) Referto |
| 24 marzo 2014 | Zohur Ahmed Chowdhury Stadium Chittagong, Bangladesh | Sudafrica 170/6 (20 overs)   | Nuova Zelanda 168/8 (20 overs) | ZAF vince di 2 runs Referto              |
| 24 marzo 2014 | Zohur Ahmed Chowdhury Stadium Chittagong, Bangladesh | Paesi Bassi 39 (10.3 overs)  | Sri Lanka 40/1 (5 overs)       | SRI vince di 9 wickets Referto           |
| 27 marzo 2014 | Zohur Ahmed Chowdhury Stadium Chittagong, Bangladesh | Sudafrica 145/9 (20 overs)   | Paesi Bassi 139 (18.4 overs)   | ZAF vince di 6 runs Referto              |
| 27 marzo 2014 | Zohur Ahmed Chowdhury Stadium Chittagong, Bangladesh | Sri Lanka 189/4 (20 overs)   | Inghilterra 190/4 (19.2 overs) | ENG vince di 6 wickets Referto           |
| 29 marzo 2014 | Zohur Ahmed Chowdhury Stadium Chittagong, Bangladesh | Paesi Bassi 151/4 (20 overs) | Nuova Zelanda 152/4 (19 overs) | NZL vince di 6 wickets Referto           |
| 29 marzo 2014 | Zohur Ahmed Chowdhury Stadium Chittagong, Bangladesh | Sudafrica 196/5 (20 overs)   | Inghilterra 193/7 (20 overs)   | ZAF vince di 3 runs Referto              |
| 31 marzo 2014 | Zohur Ahmed Chowdhury Stadium Chittagong, Bangladesh | Paesi Bassi 133/5 (20 overs) | Inghilterra 88 (17.4 overs)    | NED vince di 45 runs Referto             |
| 31 marzo 2014 | Zohur Ahmed Chowdhury Stadium Chittagong, Bangladesh | Sri Lanka 119 (19.2 overs)   | Nuova Zelanda 60 (15.3 overs)  | SRI vince di 59 runs Referto             |

| Squadra       | G | V | P | NR | NRR    | Pti |
| ------------- | - | - | - | -- | ------ | --- |
| Sri Lanka     | 4 | 3 | 1 | 0  | +2.233 | 6   |
| Sudafrica     | 4 | 3 | 1 | 0  | +0.075 | 6   |
| Nuova Zelanda | 4 | 2 | 2 | 0  | −0.678 | 4   |
| Inghilterra   | 4 | 1 | 3 | 0  | −0.776 | 2   |
| Paesi Bassi   | 4 | 1 | 3 | 0  | −0.866 | 2   |

#### Gruppo 2
| Data           | Luogo                               | In battuta (nel I innings)         | Al lancio (nel I innings)            | Risultato                      |
| -------------- | ----------------------------------- | ---------------------------------- | ------------------------------------ | ------------------------------ |
| 21 marzo 2014  | Sher-e-Bangla NCS Dacca, Bangladesh | Pakistan 130/7 (20 overs)          | India 131/3 (18.3 overs)             | IND vince di 7 wickets Referto |
| 23 marzo 2014  | Sher-e-Bangla NCS Dacca, Bangladesh | Pakistan 191/5 (20 overs)          | Australia 175 (20 overs)             | PAK vince di 16 runs Referto   |
| 23 marzo 2014  | Sher-e-Bangla NCS Dacca, Bangladesh | Indie Occidentali 129/7 (20 overs) | India 130/3 (19.4 overs)             | IND vince di 7 wickets Referto |
| 25 marzo 2014  | Sher-e-Bangla NCS Dacca, Bangladesh | Indie Occidentali 171/7 (20 overs) | Bangladesh 98 (19.1 overs)           | IOB vince di 73 runs Referto   |
| 28 marzo 2014  | Sher-e-Bangla NCS Dacca, Bangladesh | Australia 178/8 (20 overs)         | Indie Occidentali 179/4 (19.4 overs) | IOB vince di 6 wickets Referto |
| 28 marzo 2014  | Sher-e-Bangla NCS Dacca, Bangladesh | Bangladesh 138/7 (20 overs)        | India 141/2 (18.3 overs)             | IND vince di 8 wickets Referto |
| 30 marzo 2014  | Sher-e-Bangla NCS Dacca, Bangladesh | Pakistan 190/5 (20 overs)          | Bangladesh 140/7 (20 overs)          | PAK vince di 50 runs Referto   |
| 30 marzo 2014  | Sher-e-Bangla NCS Dacca, Bangladesh | India 159/7 (20 overs)             | Australia 86 (16.2 overs)            | IND vince di 73 runs Referto   |
| 1º aprile 2014 | Sher-e-Bangla NCS Dacca, Bangladesh | Bangladesh 153/5 (20 overs)        | Australia 158/3 (17.3 overs)         | AUS vince di 7 wickets Referto |
| 1º aprile 2014 | Sher-e-Bangla NCS Dacca, Bangladesh | Indie Occidentali 166/6 (20 overs) | Pakistan 82 (17.5 overs)             | IOB vince di 84 runs Referto   |

| Squadra           | G | V | P | NR | NRR    | Pti |
| ----------------- | - | - | - | -- | ------ | --- |
| India             | 4 | 4 | 0 | 0  | +1.280 | 8   |
| Indie Occidentali | 4 | 3 | 1 | 0  | +1.971 | 6   |
| Pakistan          | 4 | 2 | 2 | 0  | −0.384 | 4   |
| Australia         | 4 | 1 | 3 | 0  | −0.857 | 2   |
| Bangladesh        | 4 | 0 | 4 | 0  | −2.072 | 0   |

### Eliminazione diretta
|  | Semifinali        | Semifinali        | Semifinali |       |           | Finale    | Finale | Finale |  |
|  |                   |                   |            |       |           |           |        |        |  |
|  | Sri Lanka         | Sri Lanka         | 160/6      |       |           |           |        |        |  |
|  | Sri Lanka         | Sri Lanka         | 160/6      |       |           |           |        |        |  |
|  | Indie Occidentali | Indie Occidentali | 80/4       |       |           |           |        |        |  |
|  | Indie Occidentali | Indie Occidentali | 80/4       |       | Sri Lanka | Sri Lanka | 134/4  |        |  |
|  |                   |                   |            |       | Sri Lanka | Sri Lanka | 134/4  |        |  |
|  |                   |                   | India      | India | 130/4     |           |        |        |  |
|  | India             | India             | India      | India | 130/4     | 176/4     |        |        |  |
|  | India             | India             |            |       |           |           |        |        |  |
|  | Sudafrica         | Sudafrica         | 172/4      |       |           |           |        |        |  |

#### Semifinali
| Data          | Luogo                               | In battuta (nel I innings) | Al lancio (nel I innings)           | Risultato                                 |
| ------------- | ----------------------------------- | -------------------------- | ----------------------------------- | ----------------------------------------- |
| 3 aprile 2014 | Sher-e-Bangla NCS Dacca, Bangladesh | Sri Lanka 160/6 (20 overs) | Indie Occidentali 80/4 (13.5 overs) | SRI vince di 27 runs (Metodo D/L) Referto |
| 4 aprile 2014 | Sher-e-Bangla NCS Dacca, Bangladesh | Sudafrica 172/4 (20 overs) | India 176/4 (19.1 overs)            | IND vince di 6 wickets Referto            |

#### Finale
| Data          | Luogo                               | In battuta (nel I innings) | Al lancio (nel I innings)    | Risultato                      |
| ------------- | ----------------------------------- | -------------------------- | ---------------------------- | ------------------------------ |
| 6 aprile 2014 | Sher-e-Bangla NCS Dacca, Bangladesh | India 130/4 (20 overs)     | Sri Lanka 134/4 (17.5 overs) | SRI vince di 6 wickets Referto |